# Флаг Риу-Гранди-ду-Норти
Флаг бразильского штата Риу-Гранди-ду-Норти представляет собой прямоугольное полотнище, разделённое на зелёную и белую части. В центре расположен щит, на котором изображён герб штата.

## История
Флаг штата был разработан Луисом да Камара Каскуду и учреждён 3 декабря 1957 года.

## Символика
Зелёный цвет флага означает надежду, белый — мир. Кокосовая пальма, сахарный тростник, карнаубское дерево и хлопок, окружающие герб, символизируют богатую флору штата.